# Two Tracks Unified Process
 (juin 2019).
Si vous disposez d'ouvrages ou d'articles de référence ou si vous connaissez des sites web de qualité traitant du thème abordé ici, merci de compléter l'article en donnant les références utiles à sa vérifiabilité et en les liant à la section « Notes et références ».

2TUP (2 tracks unified process, prononcez « toutiyoupi » /tu.ti.ju.pi/), ou T2UP, est un processus de développement logiciel qui met en œuvre la méthode du processus Unifié.
Le 2TUP propose un cycle de développement en Y, qui dissocie les aspects techniques des aspects fonctionnels.
Il commence par une étude préliminaire qui consiste essentiellement à identifier les acteurs qui vont interagir avec le système à construire, les messages qu'échangent les acteurs et le système, à produire le cahier des charges et à modéliser le contexte (le système est une boîte noire, les acteurs l'entourent et sont reliés à lui, sur l'axe qui lie un acteur au système on met les messages que les deux s'échangent avec le sens).
Le processus s'articule ensuite autour de trois phases essentielles :
- une branche technique ;
- une branche fonctionnelle ;
- une phase de réalisation.

La branche fonctionnelle capitalise la connaissance du métier de l’entreprise. Cette branche capture des besoins fonctionnels, ce qui produit un modèle focalisé sur le métier des utilisateurs finaux.
La branche technique capitalise un savoir-faire technique et/ou des contraintes techniques. Les techniques développées pour le système le sont indépendamment des fonctions à réaliser.
La phase de réalisation consiste à réunir les deux branches, permettant de mener une conception applicative et enfin la livraison d'une solution adaptée aux besoins.

### Logiciel utilisant 2TUP
- Dynacase Platform